# Barq's
Barq's est une société américaine qui produit des sodas, et la marque déposée d'un type de root beer.

## Production
- Barq's Famous Olde Tyme Root Beer. Existe sans caféine dans certaines régions des États-Unis.
- Diet Barq's, Root Beer et Vanilla Cream sans caféine.
- Barq's Red Crème Soda. Appelé à la Nouvelle Orléans "Barq's Red Drink."
- Barq's French Vanilla Crème Soda
- Barq's Floatz, Boisson censée avoir le goût d'un "Root beer float",

## Historique
L'entreprise des frères Barq est fondée en 1890 dans le quartier français de la Nouvelle Orléans en Louisiane, par Charles Edmond Barq et son jeune frère, Gaston. Les frères Barq mettent en bouteille des sodas de leur propre création. Leur premier succès fut certainement un soda à l'orange baptisé "Orangine" qui remporta la médaille d'or de l'exposition universelle de Chicago, Illinois.
En 1897, Edward Barq déménage à Biloxi, Mississippi, avec sa nouvelle épouse et l'année suivante il ouvre une usine, la "Biloxi Artesian Bottling Work", où il lance la célèbre "Barq's root beer".
Pendant longtemps Barq's n'est pas labellisé comme étant de la "root beer" afin d'éviter tout conflit avec les concurrents. Leur slogan est alors "Buvez Barq's. C'est bon." (Drink Barq's. It's good). Puis, plus tard, leur slogan devient "Is it root beer?" ("Est-ce de la root beer ?").
En 1976, Barq's est acheté par deux entrepreneurs, John Oudt et John Koerner. Ces derniers vont développer une campagne agressive à la télévision afin de s'étendre sur tout le territoire américain.
Le 30 mars 1995, la Coca-Cola Company achète la société et la marque Barq's
Le soda Barq's contient 22,5 mg de caféine pour une canette (comme le thé vert), tandis que le Diet Barq's n'en contient pas.

## Anecdote
Selon le biographe Charles R. Cross, la dernière boisson consommée par le musicien Kurt Cobain avant de se suicider fut une canette de Barq's root beer.